# Plac Imbramowski

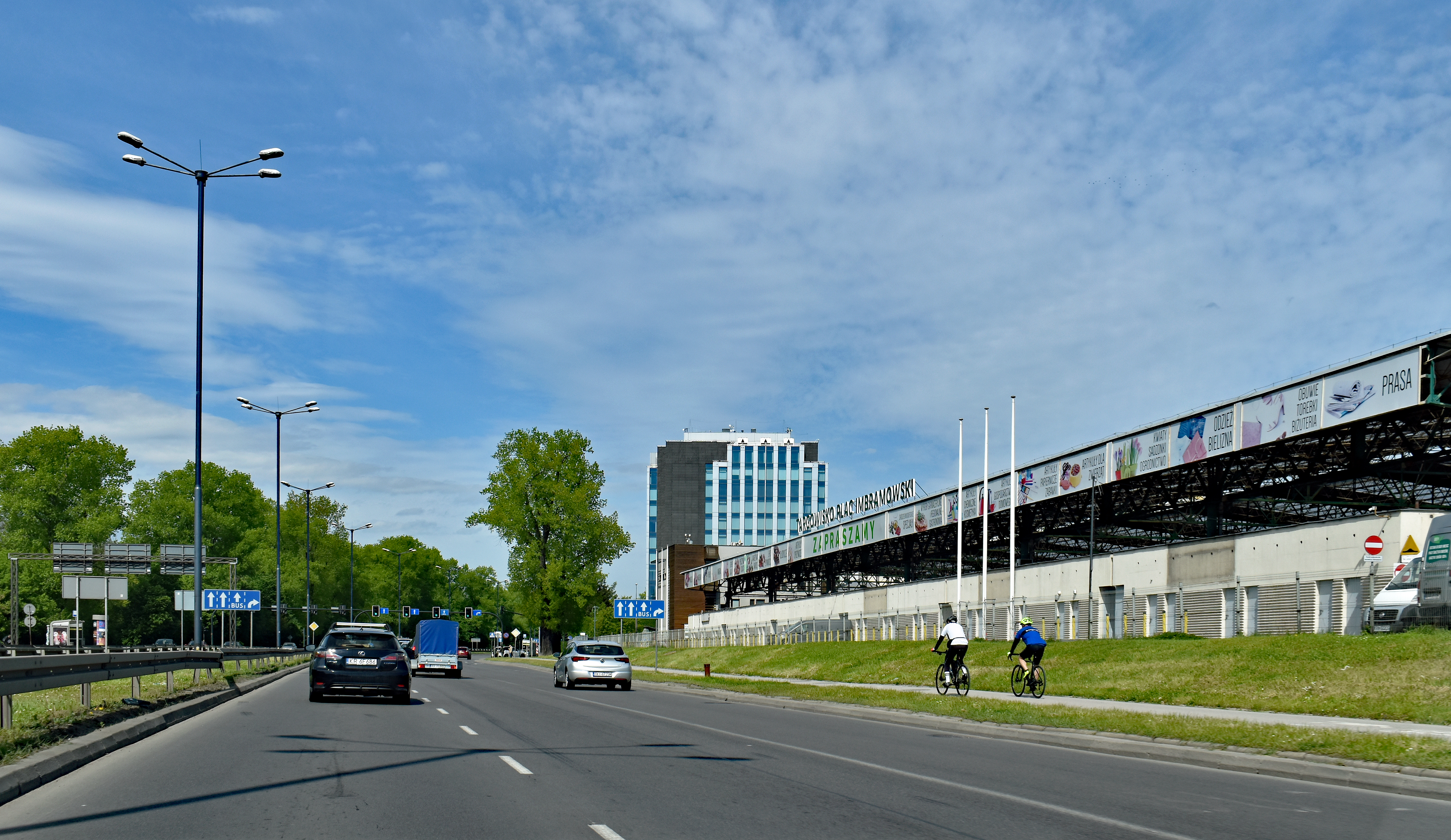
Widok z ulicy Opolskiej

Plac Imbramowski – plac targowy w północnej części Krakowa w dzielnicy IV Prądnik Biały, na Prądniku Białym. Znajduje się przy skrzyżowaniu ulic Opolskiej i Grażyny. Jest to największe targowisko w Krakowie.
Plac przechodził liczne metamorfozy. Niegdyś było to niezorganizowane miejsce na obrzeżach miasta, przy ulicy Imbramowskiej, dawnej białoprądnickiej drodze wiejskiej, do którego zjeżdżali wozami rolnicy z okolicznych wsi ze swoimi produktami. Po likwidacji targowiska przy ulicy Kamiennej, w latach 50. XX wieku, handel przeniósł się na róg ulic Opolskiej (ten jej fragment to wschodnia część dawnej ulicy Imbramowskiej) i Grażyny. Przez jakiś czas w latach 50. do 70. XX wieku funkcjonowała tu dzika giełda samochodowa. 
Po koniec XX w. stał się dobrze zaplanowanym i zorganizowanym targowiskiem, zadaszonym i wyposażonym w infrastrukturę. Asortyment sprzedawanych towarów jest ogromny i dawno już wyszedł poza ramy produktów rolnych. Klienci mogą tu skorzystać również z niektórych usług (m.in. fryzjer, kosmetyczka, ubezpieczenia), a także zjeść gorący posiłek. Jest popularny wśród mieszkańców.